# Bishop National Bank of Hawaii
Die Bishop National Bank of Hawaii, auch als First Hawaiian Bank, Bishop National Bank Waimea Branch und Bishop First National Bank Waimea Branch bezeichnet, ist ein in das National Register of Historic Places eingetragenes Gebäude in der Ortschaft Waimea auf der Insel Kauaʻi des Bundesstaats Hawaii der Vereinigten Staaten. Das Bauwerk wurde 1929 errichtet und dient noch heute als Bank.

## Geschichte
Das am 29. Dezember 1929 fertiggestellte Bankgebäude ersetzte einen Vorgängerbau aus dem Jahr 1911. Die Waimea Branch war die zweite Zweigstelle der Bishop National Bank nach der Filiale in Hilo auf Big Island. Zur Erbauungszeit bediente die Filiale ganz Kauaʻi. Nach mehreren Namensänderungen wurde der Name 1969 in die noch heute bestehende First Hawaiian Bank geändert.
Am 29. November 1978 wurde das Gebäude in das National Register of Historic Places aufgenommen. Zudem wurde es als historischer Platz von der State Historic Preservation Division des Staates Hawaii eingetragen (SHPD Historic Site Number: 30-05-9311).

## Beschreibung
Das Gebäude der First Hawaiian Bank ist ein einstöckiges, im Stil des Neoklassizismus erbautes Betongebäude, welches typisch für die Zeit nach dem Ersten Weltkrieg ist. Zum Schutz vor Überschwemmungen wurde das Erdgeschoss etwa einen Meter erhöht konstruiert. Die Stufen des Eingangsportals werden an beiden Seiten von jeweils zwei ionischen Säulen flankiert, auf denen das Gesims ruht. Das Dach wird von einem gezähnten Fries mit kronenförmigen Aufsatz und einer teilweise aus Balustraden bestehenden Brüstung umgeben. Die Innenausstattung ist nicht historisch.